# Rhaconotus glaphyrus
Rhaconotus glaphyrus är en stekelart som beskrevs av Chen och Shi 2004. Rhaconotus glaphyrus ingår i släktet Rhaconotus och familjen bracksteklar. Inga underarter finns listade i Catalogue of Life.